# Bentley Boys

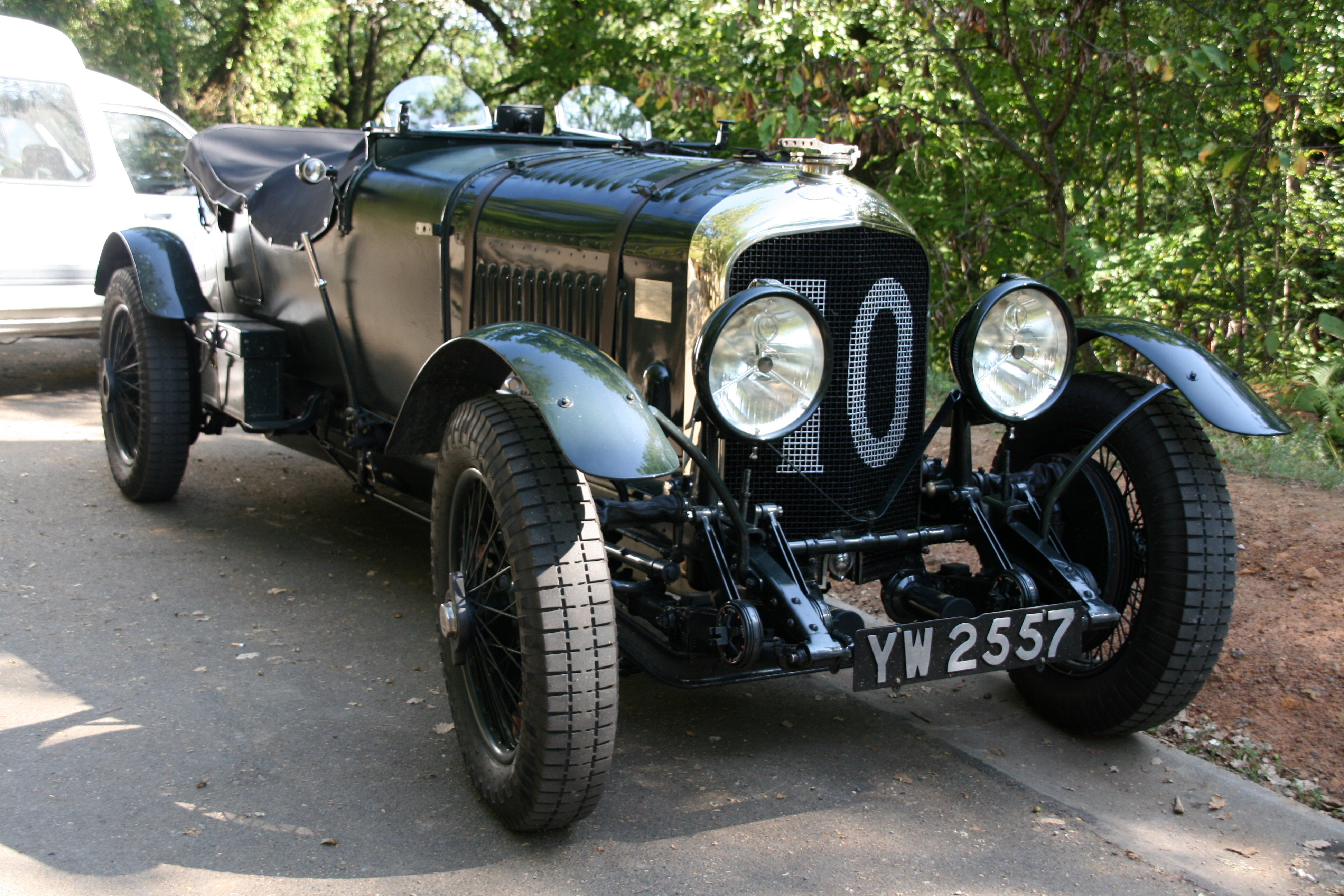
Bentley 4½ Litre 1929 i tävlingsutförande.

Bentley Boys var en grupp välbeställda brittiska män som tävlade med Walter Owen Bentleys sportbilar under 1920-talet.
Bentley Boys hade bilsporten som intresse och hobby, men trots att de var amatörer fungerade de närmast som Bentleys fabriksstall. Ledande i gruppen var Woolf Barnato, som köpt aktiemajoriteten i Bentley Motors Ltd 1925. Bentley Boys blev mest berömda för sina fem vinster på Le Mans 24-timmars, med fyra segrar i rad mellan 1927 och 1930.
Till Bentley Boys räknas bland andra:
- Woolf Barnato, styrelseordförande i Bentley Motors Ltd mellan 1925 och 1931.
- Dudley Benjafield, läkare.
- Sir Henry "Tim" Birkin, baronet och racerförare.
- Jean Chassagne, fransk racerförare.
- Frank Clement, testförare hos Bentley.
- "Sammy" Davis, motorjournalist.
- John Duff, kanadensisk racerförare.
- Glen Kidston, sjöofficer.
- Bernard Rubin, pärlhandlare.